# Limnal
Limnal (gr. limne – jezioro), jezioro, strefa jeziorna, pojęcie używane w hydrobiologii w kilku znaczeniach. W odniesieniu do strefowości cieków dotyczy jezior przepływowych. W starszych publikacjach używane jako określenie wód śródlądowych, wód stojących. Przez niektórych autorów uznane za pojęcie tożsame z pelagialem i jako takie zaliczane do terminów zbędnych. Jednakże w hydrobiologicznej klasyfikacji wód podpowierzchniowych limnal oznacza strefę jeziorną w nawiązaniu do krenalu, rhitrali i potamalu.
Gatunki zasiedlające limnal to limnebionty, limnefile i limnekseny.
Zobacz też: krenal, rhitral, potamal, limnebiont, limnefil